# Montureux-et-Prantigny
Montureux-et-Prantigny là một xã ở tỉnh Haute-Saône trong vùng Bourgogne-Franche-Comté phía đông nước Pháp.